# Ingsoc
Ingsoc je politická ideologie totalitní vlády Oceánie v dystopickém románu George Orwella 1984. V překladu z originální knižní podoby je Ingsoc synonymum pro Anglický socialismus - Angsoc.

## Fiktivní pozadí Oceánie
Jak lze pochopit z románu, Oceánie je tvořena politickou unií Spojených států a zemí Britského společenství, ke které se později připojil zbytek Ameriky a celá část jižní Afriky. Velký bratr a Emmanuel Goldstein vedli stranu k moci v Oceánii během dříve nepopsané revoluce. Po tom, co strana získala kontrolu nad celou Oceánií, se Ingsoc stal oficiální vládnoucí ideologií a další politická víra byla v lidech stále více potlačována a byl zde velký zájem o její uvedení v nevěrohodnost. Emmanuel Goldstein a Velký bratr se později stali nepřáteli a lišili se ve své interpretaci Ideologie Ingsoc. To začalo rozdělovat obyvatele Oceánie, čehož strana využívala k upevňování své moci.

## Eurasie a Eastasie
Kromě Oceánie je zde Eurasie a Eastasie, další dvě světové mocnosti, které využívají jiný typ ideologie ke svému vnitřnímu řízení. Neobolševismus je ideologií Eurasie, jakožto evropského kontinentu dobytého Sověty. Uctívání smrti (ang. Obliteration of Self) je popsáno jako překlad čínského jména pro ideologii Eastasie. Oligarchie tří superstátů si uvědomují, že jejich vládnoucí ideologie jsou filozoficky nerozlišitelné. Uvedené popření faktů, vykonávané v každém státě a vzájemné zneužívání nepřátelského státu dovolují mezi nimi vést trvalou válku. Tyto války udržují nižší třídy obyvatel pod jistým napětím a dávají vznik hlavní nenávisti vůči nepřátelským státům. Otázkou však zůstává - jsme ve válce s Eurasií nebo s Eastasií?

## Filozofie Ingsocu
Hlavní myšlenkou Ingsocu je neustálé přetváření historie a uvádění obyvatel k trvalé dezinformaci. Neustálé přepisování událostí má za následek absolutní ztrátu původní informace a nahrazení informací novou, která se momentálně vládnoucí straně hodí. Obyvatelé Oceánie – především vnější strany jsou tak vedeni nepřemýšlet a nepamatovat si, co bylo, ale co je nyní.

## Sociální třídy
V roce 1984 Ingsoc rozděluje oceánskou společnost na tři sociální třídy - Vnitřní stranu, Vnější stranu a Proléty.

### Vnitřní strana
Vnitřní strana je vrcholem pyramidy sociálních tříd Oceánie. Členové vnitřní strany řídí veškerou politiku a mají výsadní práva, například vypnout všude přítomné obrazovky, které sledují veškeré dění v Oceánii. Popisuje se, že tyto obrazovky nelze vypnout trvale, ale jen po omezenou dobu (není známo, že by to bylo více než 30 minut). Členové strany žijí ve svých vybavených domovech, mají dostatek zásob potravin i pití, včetně dopravních prostředků. Oproti tomu jsou pevně svázáni šířením vlastní idealogie a není jim umožněno se jakkoli odchýlit od jeho hlavního proudu. Udává se, že za vnitřní stranou stojí pouze 2 % celkového počtu obyvatel Oceánie. Hlavní osobou vnitřní strany v románu je O'Brien.

### Vnější strana
Členové vnější strany tvoří prostřední část sociální třídy a pracují především jako administrativní pracovníci v úřadech, kteří slepě vykonávají příkazy vydané vnitřní stranou. O ničem nerozhodují a jsou neustále kontrolováni všudepřítomnými obrazovkami s tváří Velkého bratra. Mají povoleny pouze cigarety a Gin se sacharinem. Vnější strana je tak zneužívána vnitřní stranou a je držena ve velmi nepřátelských podmínkách pro život, což velmi nahrává vnitřní straně k udržení moci. Vnější straně jsou odepírány i základní lidské potřeby - družit se, vést intimní život, rozmnožovat se. Hlavním představitelem vnější strany v románu je Winston Smith.

### Proléti
Proléti jsou nejnižší sociální třídou, která je využívána k manuální práci. Proléti žijí v těch nejchudších podmínkách, ačkoli se může zdát, že jsou na první pohled šťastnější než členové vnější strany. Proléti nejsou pod dohledem obrazovek, jako jsou členové vnější strany. Strana je udržuje "šťastnými" díky toleranci alkoholu, hazardními hrami, sporty, sexuální promiskuitou a prolefem (vyrobené knihy s pornografickým materiálem). Proléti jsou drženi bez vzdělání, aby nemohli přemýšlet o svém životě a spojitostech okolního dění. Mezi Proléty se pohybuje i tajná policie, aby odhalila skryté hrozby a včas tak zamezila nevoli z řad nejchudších a nejpočetnějších obyvatel (85 % celkové populace Oceánie).